# Bahr Youssouf
Le Bahr Youssouf ou Bahr Youssef, en arabe بحر يوسف, est un canal du Nil, considéré comme un bras occidental du fleuve, dont le nom signifie « rivière de Joseph ». 

## Géographie
Le Bahr Youssef permet d'irriguer l'oasis de Fayoum et est alimenté par le Nil entre Assiout et Girga (Abydos). Il traverse la chaîne libyque au niveau d'El-Lahoun et arrose la dépression de Fayoum à l'ouest du Nil, avant d'alimenter le lac Moéris (Birket Qéroûn).

## Histoire

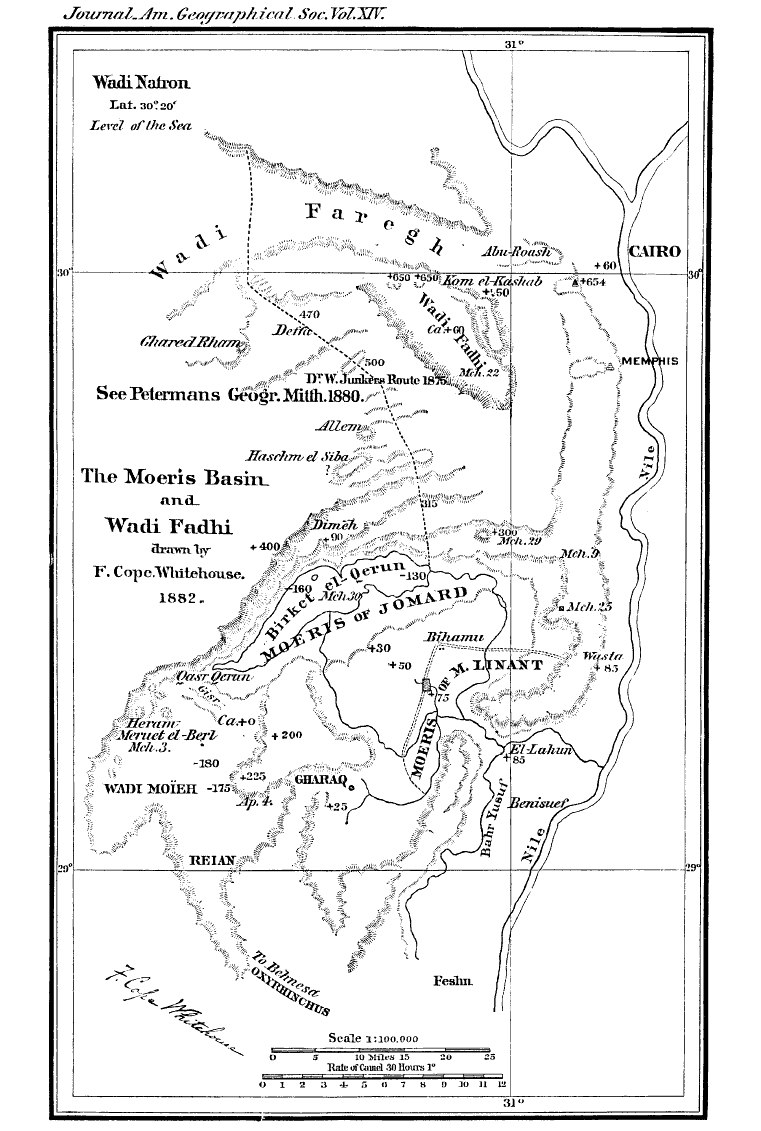
Étude du bassin au XIXe siècle.

Construit autour de -2300, il prend la place d'un rejet naturel du Nil qui lors de ses crues alimentait un immense lac à l'ouest du Nil dans une dépression de plus de 1 700 km2, le lac Moéris, situé sous le niveau de la mer,. L'endroit exact où le rejet prenait sa source n'est pas connu.
Sésostris II puis Amenemhat III, afin de changer la zone marécageuse de Fayoum en une zone agricole, transforment ce canal en un système complexe d'irrigation et construisent le barrage d'Illahoun (El-Lahoun). Ils y rajoutent un système de drainage et de canaux, en installant des écluses pour réguler les canaux. Le canal de 15 km entre El-Lahoun et Fayoum est agrandi sous le règne du pharaon Amenemhat IV afin d'alimenter le lac Moéris (de l'égyptien mer-wer qui signifie « grand lac », qui serait le lac connu sous le nom de Birket Qéroûn). Ce lac, d'eau douce, servait de stockage de surplus d'eau du Nil afin de pouvoir irriguer lors des sécheresses. À partir de -230, le canal s'assèche partiellement, ses bras s'ensablent, et le lac s'assèche en partie.
Il est alimenté aujourd'hui par le Nil au niveau du barrage d'Assiout grâce au canal Ibrahimiyya. La construction du haut barrage d'Assouan a permis d'assurer son alimentation constante.
Au niveau du Fayoum, le canal se divise en plusieurs bras, ces canaux ont pour partie été construit sur les traces d'anciens canaux créés sous Amenemhat III. Un des bras alimente le Birket Qéroûn qui est devenu un lac salé.
Grâce au Bahr Youssef, le Fayoum est une riche région agricole. Son bassin d'irrigation, 1 700 km2, forme une des plus grandes oasis d'Égypte.